# Thanpati
Thanpati (en népalais : थानपति) est un comité de développement villageois du Népal situé dans le district de Gulmi. Au recensement de 2011, il comptait 2 585 habitants.